# 嵯峨祥平
嵯峨 祥平（さが しょうへい、1979年 - ）は、TBSテレビ社員。

## 経歴
石川県金沢市に生まれる。2005年にTBSテレビへ入社以来、バラエティ番組の制作を長年担当している。2015年から2018年編成。
いわゆる「若者のテレビ離れ」について、その要因として中高年向けの番組を作りすぎたことをあげ、若者向けの番組にチャレンジしたいとして2014年に恋愛リアリティーショー番組「恋んトス」を企画した。同番組は地上波とParaviで6年間放送され、そのスタッフを中心に制作されたドラマ「18禁の恋がしたい」（2021年配信）のプロデュースを務める。
北陸放送創設家で、北国書林を経営する嵯峨家の出身。大祖父は北國新聞社第5代社長で北陸放送、金沢工業大学の創設者である嵯峨保二。大叔父は北國新聞社第6代社長を務めた嵯峨喬。祖父は北陸放送第2代社長の嵯峨逸平、父は北陸放送第3代社長の嵯峨春平。妹は2005年ミス日本グランプリのさがゆりこ。

## 担当番組

### 現在
- 櫻井・有吉 THE夜会（プロデューサー 2017年5月4日 - ）
- 王様のブランチ（担当プロデューサー 2021年1月 - ）
- 恋んトス（プロデューサー）[2]

### 過去
ディレクター
- アッコにおまかせ!
- 第48回日本レコード大賞
- 第50回日本レコード大賞
- DOORS 2009春（演出補）
- 「それってどんなヒト?」捜査バラエティ Gメン99
- もてもてナインティナイン
- アナCAN

編成
- あらびき団
- 時間がある人しか出れないTV
- 駆け込みドクター!運命を変える健康診断
- チューボーですよ!
- ナゾ解き!マイネーム
- この差って何ですか?
- 世界の怖い夜!
- 世界がビビる夜
- バナナマンのせっかくグルメ!!
- トコトン掘り下げ隊!生き物にサンキュー!!
- 恋んトス

プロデューサー
- 全人類を笑わせろ 爆笑!ロックオン
- 怒りの追跡バスターズ（第1回は編成）[4][5][6]
- 好きか嫌いか言う時間（当初は編成）
- 18禁の恋がしたい[3]

## 同期入社
- 青木裕子
- 岡村仁美
- 新井麻希
- 田中健太
- 飯田和孝
- 深井慎一郎
- 宮本晴代